# Wybory parlamentarne w Indonezji w 1992 roku
Wybory parlamentarne w Indonezji w 1992 roku odbyły się 9 czerwca. Były to piąte wybory zorganizowane w kraju po przejęciu władzy przez gen. Suharto (szóste w historii niepodległej Indonezji po wyborach z 1955, 1971, 1977, 1982 oraz 1987) roku. Do zdobycia w wyborach było 400 mandatów (na pięcioletnią kadencję) w liczącej 500 miejsc Izbie Reprezentantów. Pozostałe 100 miejsc było zarezerwowane dla przedstawicieli armii (wojskowi nie posiadali czynnego prawa wyborczego) oraz osób wydelegowanych przez Suharto. Podobnie jak w przypadku poprzednich wyborów przeprowadzonych podczas reżimu Suharto, miały one wyłącznie charakter fasadowy.

## Wyniki
| Ugrupowania                         | Liczba głosów | %    | Liczba mandatów |
| ----------------------------------- | ------------- | ---- | --------------- |
| Golkar                              | 66 599 331    | 68,1 | 282             |
| Zjednoczona Partia na rzecz Rozwoju | 16 624 647    | 17   | 62              |
| Indonezyjska Partia Demokratyczna   | 14 565 556    | 14,9 | 56              |
| Łącznie                             | 97 789 534    | 100% | 400             |